# Rätschenhorn
Rätschenhorn är en bergstopp i Schweiz.   Den ligger i regionen Prättigau/Davos och kantonen Graubünden, i den östra delen av landet, 180 km öster om huvudstaden Bern. Toppen på Rätschenhorn är 2 703 meter över havet, eller 130 meter över den omgivande terrängen. Bredden vid basen är 1,1 km.
Terrängen runt Rätschenhorn är bergig åt sydväst, men åt nordost är den kuperad. Närmaste större samhälle är Klosters Serneus, 5,3 km söder om Rätschenhorn. 
Trakten runt Rätschenhorn består i huvudsak av gräsmarker. Runt Rätschenhorn är det glesbefolkat, med 18 invånare per kvadratkilometer.